# 摩城
摩城（挪威語：Mo i Rana，挪威語發音：[ˈmuː i ˈrɑ̀ːnɑ]），是挪威诺尔兰郡拉納市镇内的城市及其行政中心。城市面积为12.03平方公里，2023年人口数量为25,980人。

## 图集

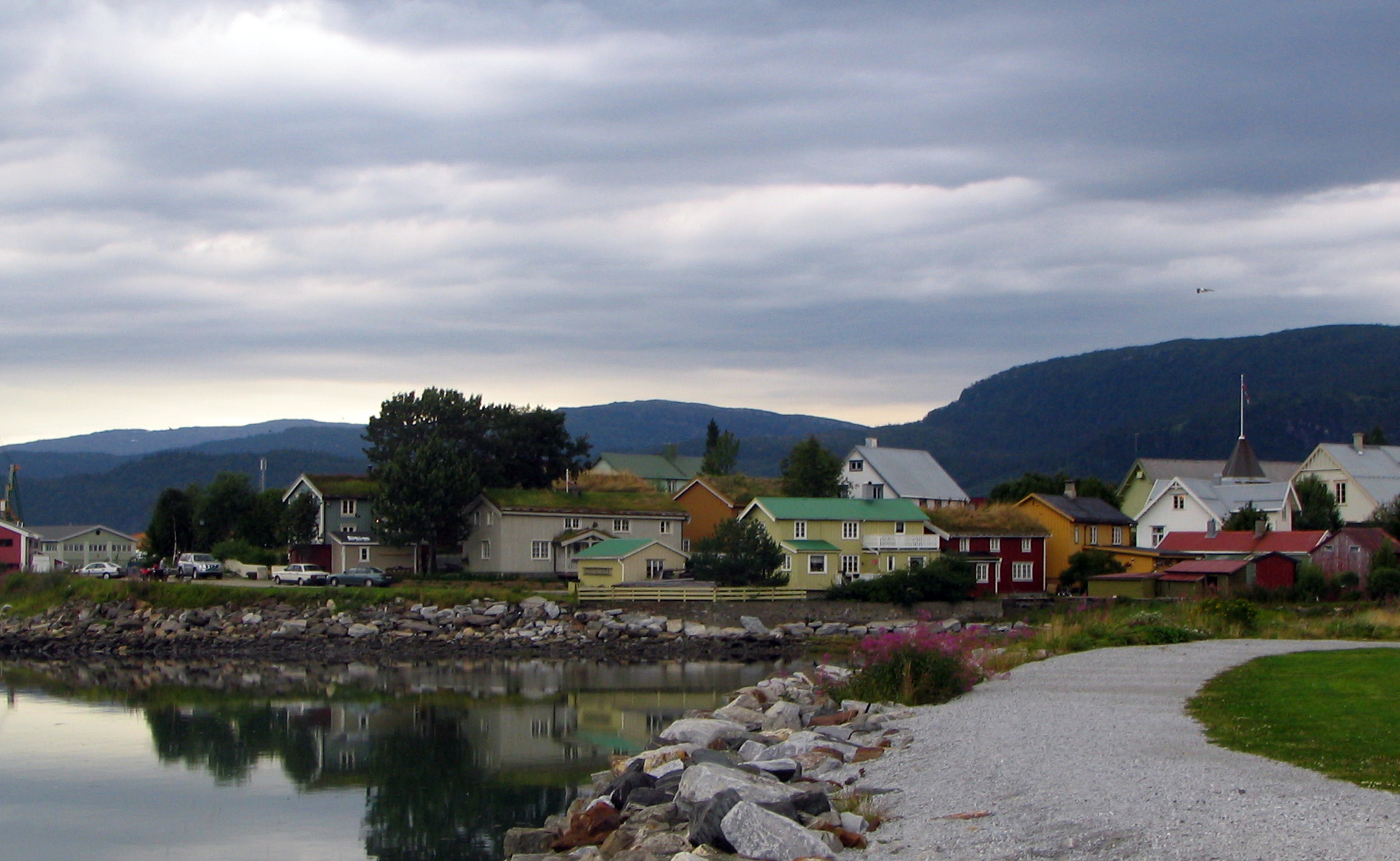
旧城
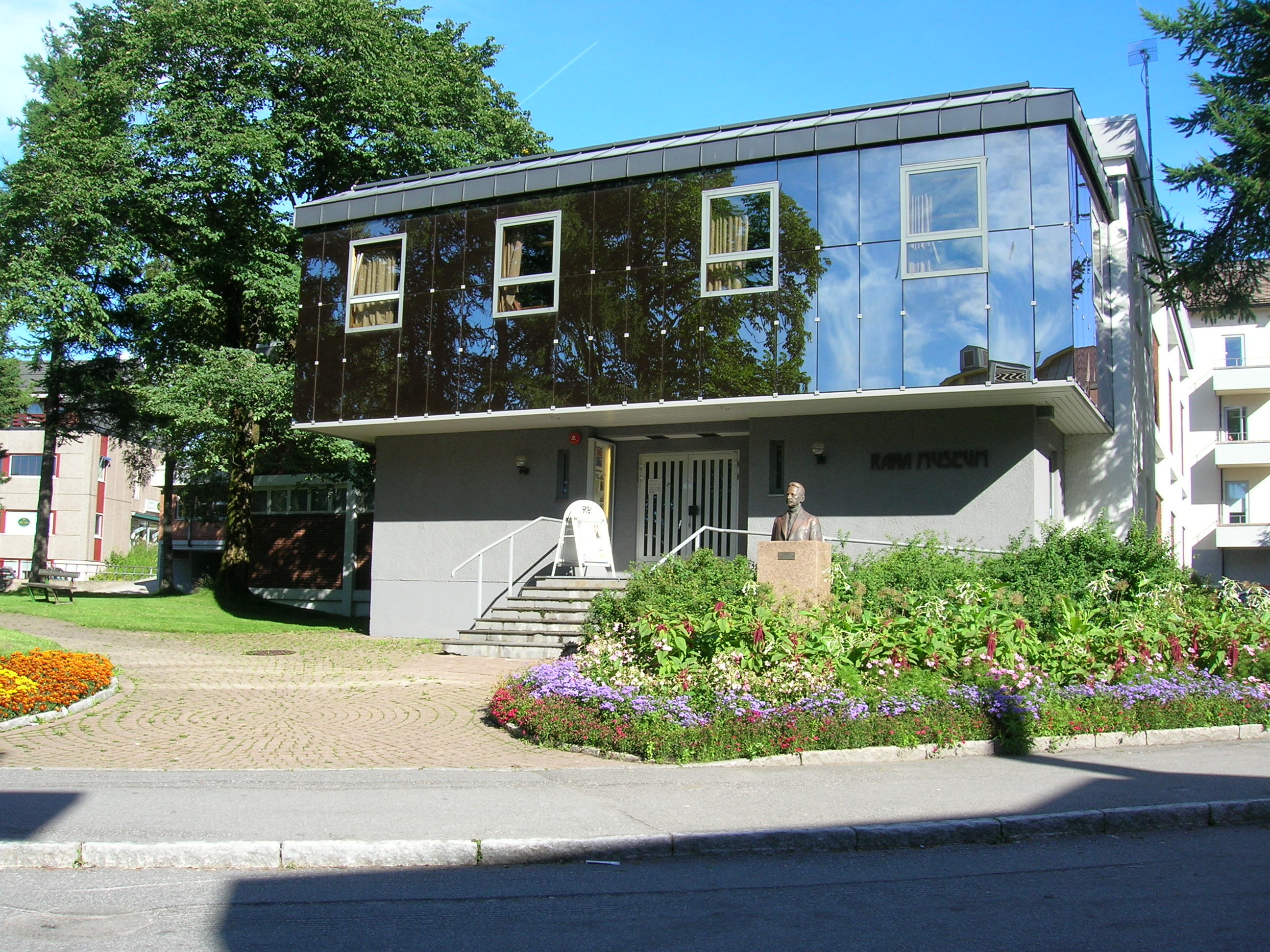
摩城博物馆
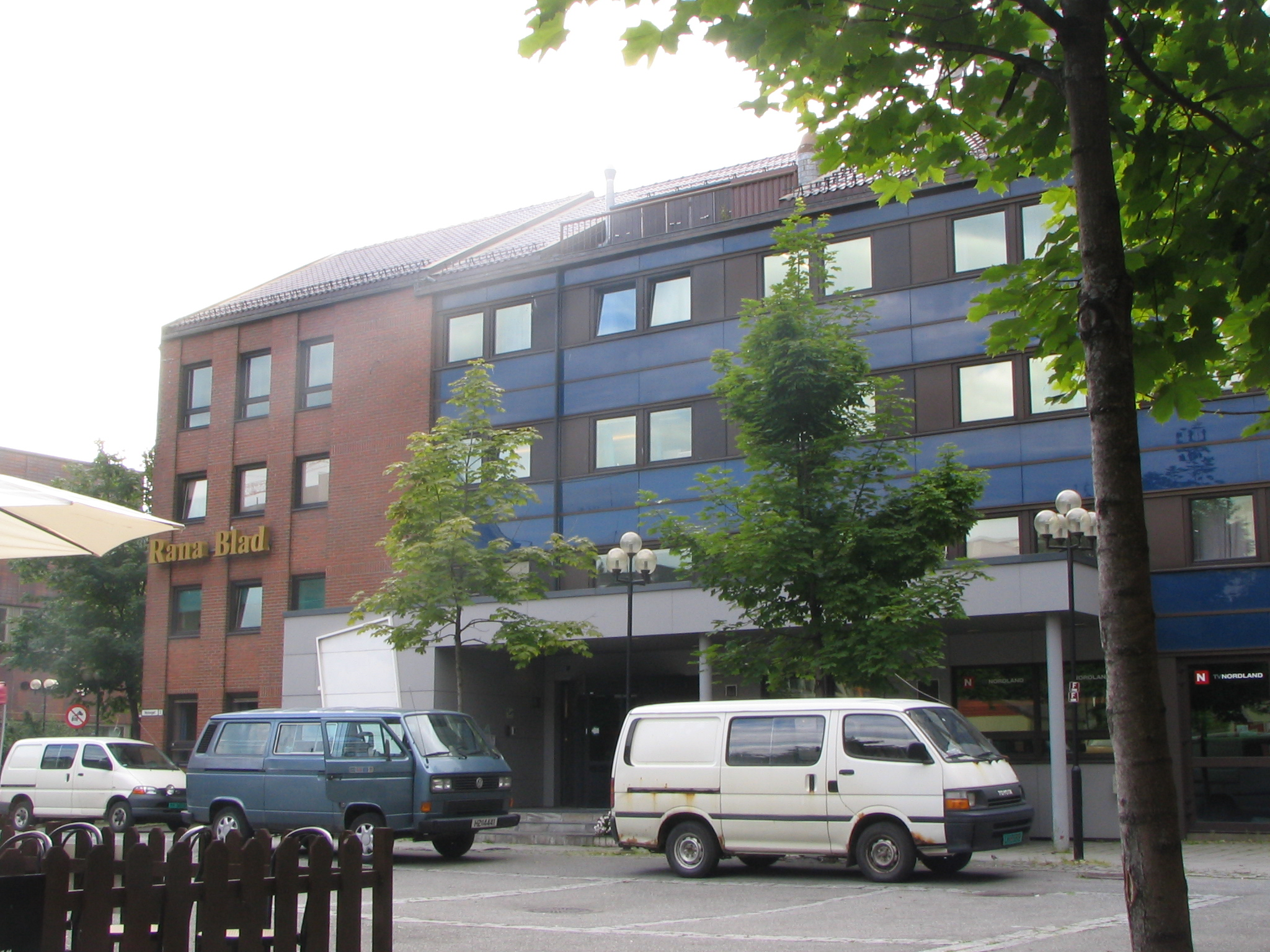
《摩城报》报社大楼